# Massacre de Haximú
La massacre de Haximú, també coneguda com la massacre dels ianomami, va ser un conflicte armat al Brasil de l'any 1993. El conflicte es va produir als afores de Haximú, a l'estat de Roraima, prop de la frontera veneçolana, començant a mitjans de juny o juliol de 1993. Setze persones ianomami van ser assassinades per un grup de garimpeiros o miners d'or que explotaven la terra il·legalment.
En el primer atac, els garimpeiros van matar quatre o cinc joves ianomami. Com a resposta, els indígenes van fer dues batudes contra els miners, matant almenys dos d'ells i ferint-ne dos més. Després d'aquesta incursió, els garimpeiros van atacar de nou, matant uns 12 ianomami (gairebé tots eren ancians o infants) i van incendiar el poble de Haximú.

## Història
Aquesta massacre va ser el resultat de les tensions al voltant de la febre de l'or de 1987 al Brasil. El poble ianomami va romandre aïllat fins a la dècada del 1960 quan alguns antropòlegs van trobar-lo i estudiar-lo. Entre 1973 i 1976 l'estat brasiler va construir la carretera BR-210 a través de la zona sud del territori indígena. Aquesta via va donar peu a l'arribada dels miners d'or.
Quan van arribar els primers garimpeiros, van oferir als ianomami obsequis. Un cop va augmentar el nombre de miners, l'equilibri de poder es va alterar i es van començar a considerar les molèsties dels ianomami. Les tensions van sorgir quan els ianomamis volien més béns occidentals, com medicaments, roba i aliments, amb els quals confiaven després de l'arribada dels miners. Com a resultat, sovint es van produir tensions i violència entre els grups.
L'incident concret que va provocar que els garimpeiros ataquessin els ianomami és incert i els relats varien. Un antic tuxua (cap) de Haximú anomenat Antonio va afirmar que els garimpeiros van atacar la seva gent després que robessin una hamaca als miners. Tanmateix, també va afirmar que 20 persones de la seva tribu havien estat assassinades, cosa que després es va demostrar que no era certa.
Les informacions dels principals mitjans de comunicació van exagerar el nombre de ianomamis assassinats basant-se en el relat del primer brasiler que va visitar el poble, el qual va afirmar en una roda de premsa haver-hi vist diversos cossos decapitats, que d'alguna manera va comptabilitzar en 73 ianomamis morts. Tanmateix, a causa de la incapacitat de localitzar els cossos, descobrint més tard que els ianomami van cremar els cossos segons rituals de dol i les entrevistes posteriors amb supervivents d'historiadors i investigadors, s'ha considerat que aquesta representació era incorrecta.

En un butlletí publicat el 7 d'agost de 2006, el Consell Missioner Indianista va informar que:
En una sessió plenària, el Tribunal Suprem Federal va reafirmar per unanimitat que el crim conegut com la massacre de Haximú, perpetrada contra els ianomami el 1993, va ser un genocidi.
Referent al cas, l'ONG Survival International va afirmar:
La convenció de l'ONU sobre el genocidi, ratificada pel Brasil, estableix que l'assassinat «amb la intenció de destruir, totalment o parcialment, un grup nacional, ètnic, racial o religiós» és genocidi. La sentència del Tribunal Suprem és molt significativa i envia un avís important a aquells que continuen cometent crims contra els pobles indígenes al Brasil.